# Verwaltungsgemeinschaft Am Hornburger Sattel
Die ehemalige Verwaltungsgemeinschaft Am Hornburger Sattel im Landkreis Mansfelder Land in Sachsen-Anhalt war der kommunalpolitische Zusammenschluss der Gemeinden:
- Bischofrode
- Bornstedt
- Hornburg
- Osterhausen
- Rothenschirmbach
- Schmalzerode (Sitz der VG)
- Wolferode

Die Gesamtfläche der VG betrug 6.446 ha, die Gesamteinwohnerzahl 5.535 (Stand: 31. Dezember 2003).
Am 1. Januar 2005 wurde die Verwaltungsgemeinschaft aufgelöst.